# Students for a Free Tibet

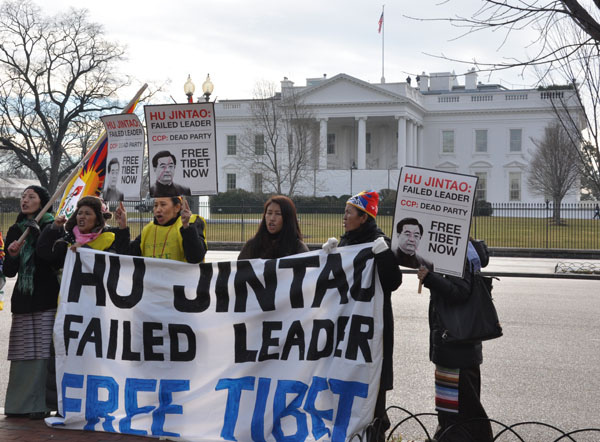
Miembros de la organización "Students for a Free Tibet" protestan contra China frente a la Casa Blanca.

Students For a Free Tibet (Estudiantes por un Tíbet Libre) es una red global de estudiantes y activistas que trabajan solidariamente con el pueblo de Tíbet por sus derechos humanos y libertad. El grupo utiliza diversas acciones tales como educación, representaciones legales, y acciones directas no violentas con el objetivo de lograr la independencia de Tíbet. El SFT aboga por la autodeterminación de Tíbet basado en el estatus histórico de Tíbet, también se opone al gobierno por parte de China en violación de los derechos humanos del pueblo de Tíbet, su legado cultural, medio ambiente, idioma y religión.